# Pour le maillot jaune
Pour plus de détails, voir Fiche technique et Distribution.
Pour le maillot jaune est un film français réalisé en 1939 par Jean Stelli et sorti en 1940.

## Synopsis
La relation amoureuse entre une journaliste sportive et un coureur cycliste pendant le Tour de France.

## Fiche technique
- Titre : Pour le maillot jaune
- Réalisation : Jean Stelli, assisté de Serge Debecque
- Scénario : Jean Antoine, Jean Leulliot, Maurice Goddet[1]
- Dialogues : Michel Duran
- Décors : Émile Duquesne
- Photographie : Léonce-Henri Burel, Roger Dormoy, Pierre Montazel, Henri Janvier, Henri Tiquet
- Son : Jacques Hawadier
- Musique : Georges Van Parys
- Montage : Victoria Mercanton[2]
- Directeur de production : Joé Salviche
- Production : Société de Production du Film Pour le Maillot Jaune
- Pays de production :  France
- Genre : Comédie romantique
- Durée : 88 min
- Date de sortie : France - 23 octobre 1940

## Distribution
- Albert Préjean : Albert Brégeon
- Meg Lemonnier : Colette Monnier
- René Génin : Milou
- Robert Arnoux : Regrattier
- Marcel Delaître : le directeur du Tour
- Paul Temps : le photographe
- Paul Demange : le journaliste
- Paul Barge : le gros journaliste
- Gilberte Joney : la petite poule
- Louis Robert : un reporter
- Max Dalban
- Georges Cahuzac
- Émile Riandreys
- René Dorin
- Pierre Ferval